# Sieć społeczna

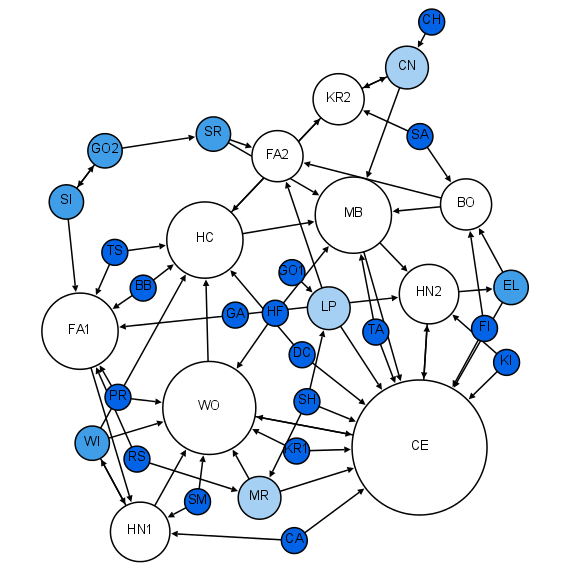
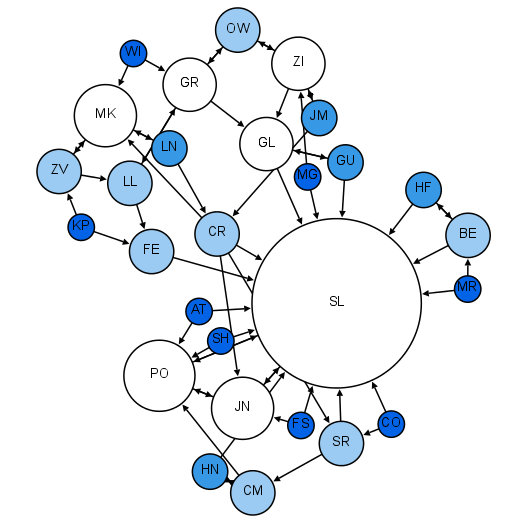
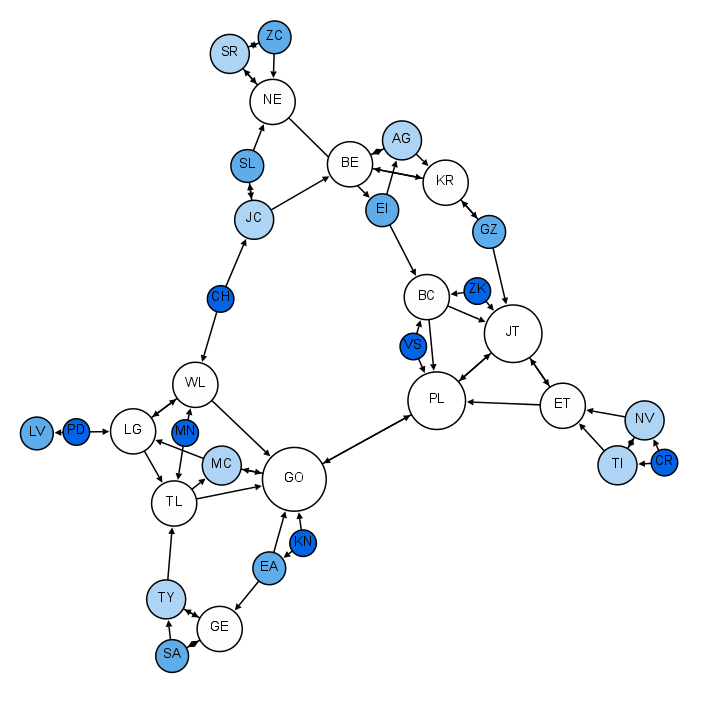
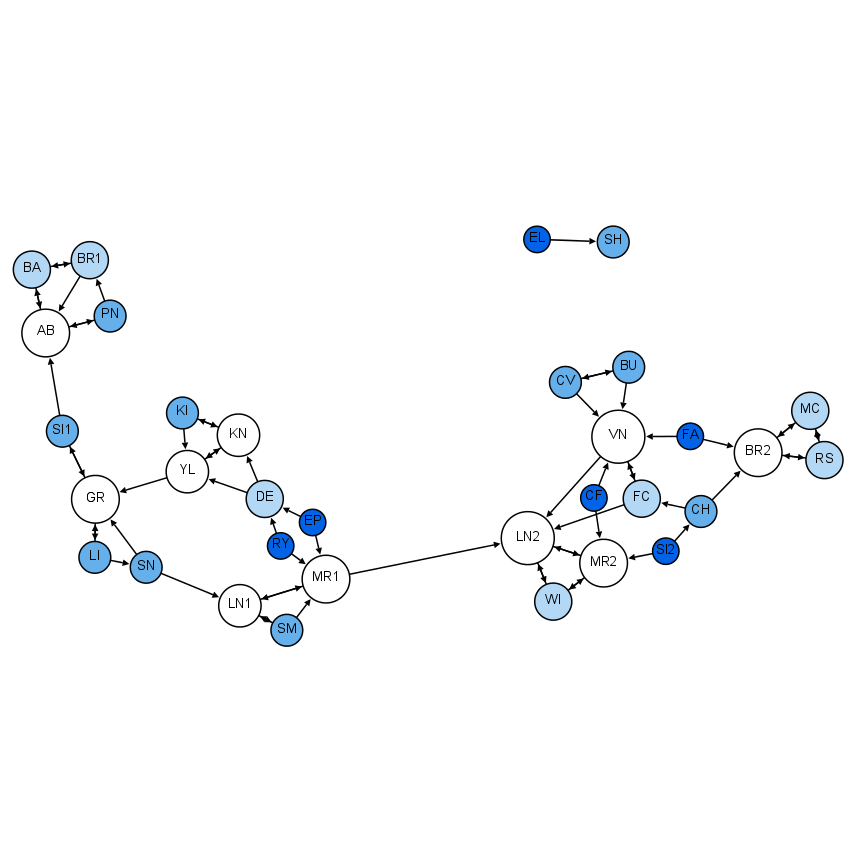
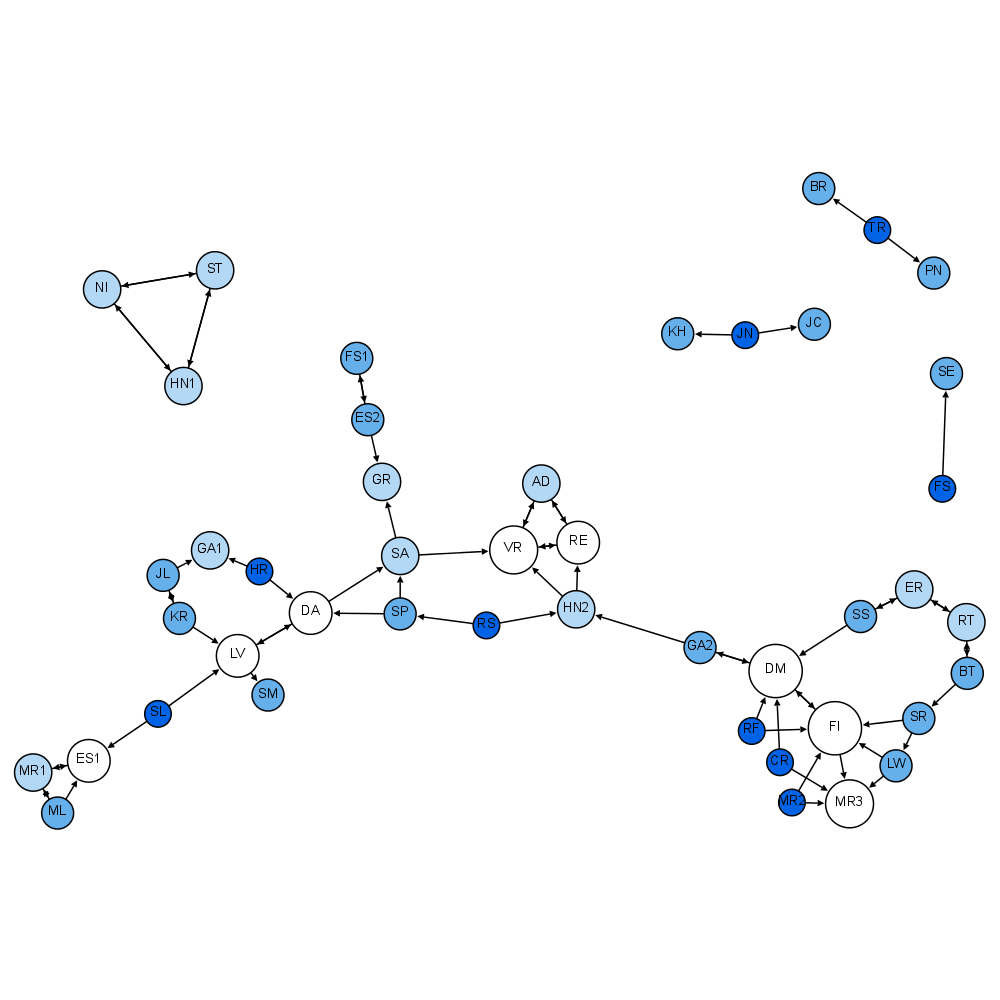
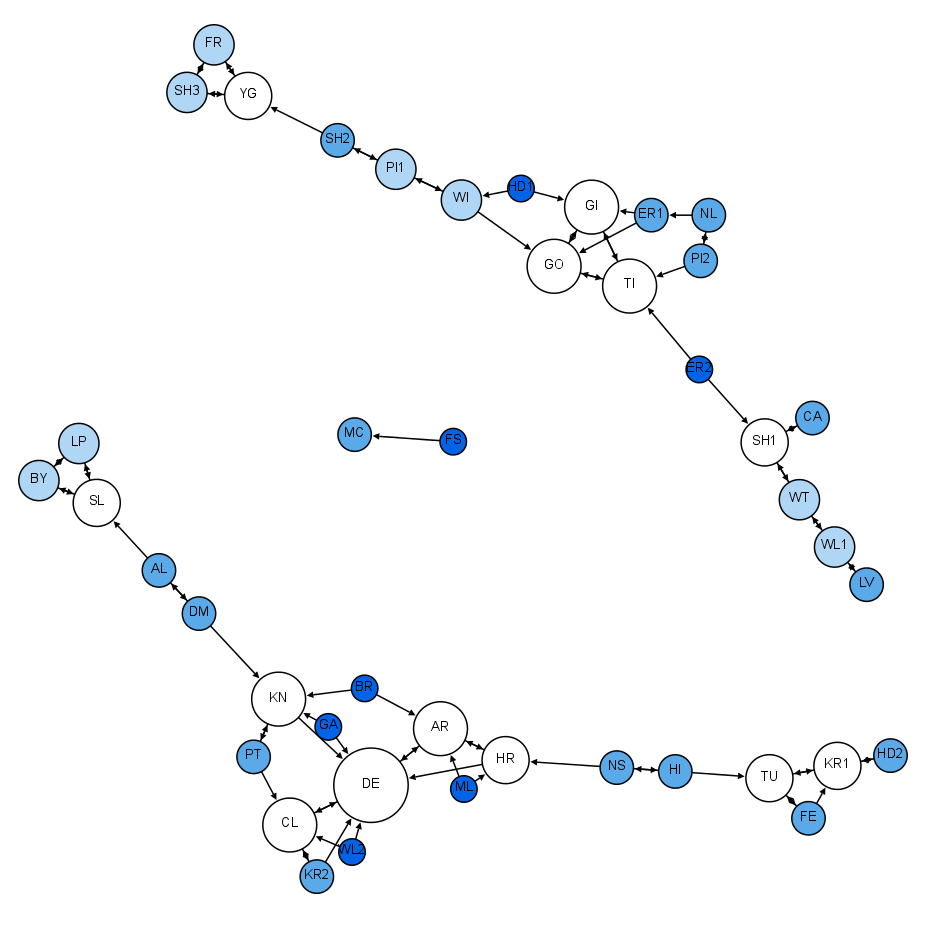

Sieć społeczna – struktura społeczna złożona z węzłów, które są indywidualnymi elementami organizacji. Węzły z kolei połączone są poprzez różne rodzaje powiązań – od przypadkowych spotkań do bliskich relacji rodzinnych. Termin użyty pierwszy raz w 1954 roku przez J.A. Barnesa (Class and Committees in a Norwegian Island Parish, „Human Relations”).
Przykładowe socjogramy Jacoba Moreno